# پاتریک ریچارد
پاتریک ریچارد (انگلیسی: Patrick Richard؛ زادهٔ ۲۵ ژانویهٔ ۱۹۹۰) بازیکن بسکتبال متولد آمریکا اهل رومانی است.
از باشگاه‌هایی که در آن بازی کرده‌است می‌توان به باشگاه بسکتبال یوونتوت بادالونا اشاره کرد.